# Aphileta misera

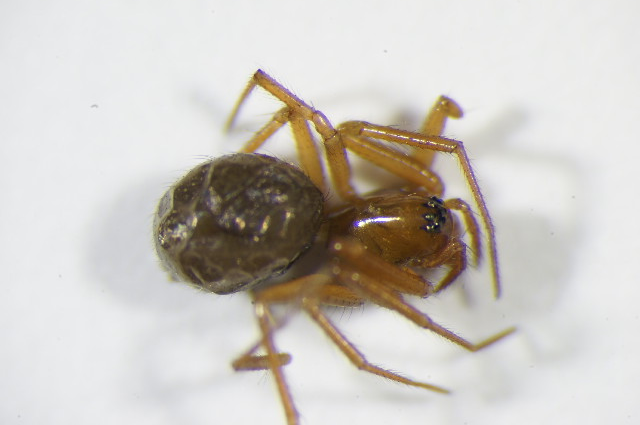
Aphileta misera

Aphileta misera é uma espécie de aranhas da família Linyphiidae encontradas na América do Norte, Europa e Rússia.